# 北陵街道
北陵街道，是中华人民共和国辽宁省沈阳市于洪区下辖的一个乡镇级行政单位。

## 行政区划
北陵街道下辖以下地区：
龙逸社区、环际社区、松山西社区、北环社区、宏达社区、四季花城社区、靓马社区、小韩社区、云都社区、建安社区、大韩社区、金荷兰庭社区、桃源社区、八家子社区、包道社区、魅力之城社区、银亿社区、恒大城社区、北美社区、上林湾社区、七彩阳光社区、阳光尚城社区、八家子农工商联合公司生活区、包道农工商联合公司生活区、塔湾农工商联合公司社区、和平农工商联合公司生活区、沙河子农业公司生活区、下坎子农工商联合公司生活区、大韩农工商联合公司生活区和小韩农工商联合公司生活区。